# 4188 Kitezh
4188 Kitezh eller 1979 HX4 är en asteroid i huvudbältet som upptäcktes den 25 april 1979 av den rysk-sovjetiske astronomen Nikolaj Tjernych vid Krims astrofysiska observatorium på Krim. Den har fått sitt namn efter Kitezj.
Asteroiden har en diameter på ungefär 6 kilometer.